# Lubomír Soudek
Lubomír Soudek (* 1944) je kontroverzní český manažer a podnikatel.
Pracoval nejprve jako důlní inženýr, stal se členem KSČ a kofidentem StB pod krycím jménem Gordon. Jako nomenklaturní kádr se v době reálného socialismu stal ředitelem významných strojírenských podniků ZVS Brno a Elitex Liberec. Znám je ale zejména jako bývalý spolumajitel a generální ředitel Škody Plzeň, kterou vedl v letech 1992 a 1999. Následně byl policií obviněn z tunelování firmy, ale soud ho zbavil obvinění.

## Fotbalová kariéra
Lubomír Soudek se také aktivně věnoval fotbalu. Jako dorostenec hrával za tým Hradce Králové, než roku 1962 přestoupil do TJ Ostroj Opava, hrajícího krajský přebor. V týmu působil až do sezóny 1966/67 a zahrál si s ním i divizi. Do Opavy se vrátil po roce v sezóně 1968/69 a vybojoval opět postup do divize. Své druhé angažmá v Opavě ukončil v sezóně 1970/71. Základní vojenskou službu absolvoval v letech 1967/1969 v dresu Dukly Cheb, hrající tehdy 2.československou fotbalovou ligu.